# یواس‌اس اسکرج (۱۸۱۲)
یواس‌اس اسکرج (۱۸۱۲) (به انگلیسی: USS Scourge (1812)) یک کشتی بود. این کشتی در سال ۱۸۱۱ ساخته شد.